# Tropojë
Tropojë (in italiano Tropòglie) è un comune albanese situato nella prefettura di Kukës, al confine col Kosovo.
In seguito alla riforma amministrativa del 2015, sono stati accorpati a Tropojë i comuni di Bajram Curri, Bujan, Bytyç, Fierzë, Lekbibaj, Llugaj e Margegaj, portando la popolazione complessiva a 20 517 abitanti (dati del censimento 2011).
La città è attraversata dal fiume Valbona che sorge nelle vicine Alpi Albanesi.

## Etimologia
L’antico nome di Tropojë era Trebopolje com’è segnato nelle carte medievali serbe e nei registri ottomani. La parola stessa deriva dall’antico slavo, trebiti (pulire) e polje (campo), cioè campo pulito.

## Storia
Le testimonianze archeologiche rinvenute nella zona, come castelli o tumuli, dimostrano che l'area era popolata sin dall'antichità. La regione si trova nell'estensione geografica delle tribù Dardani.
Tropoja era il centro del commercio commerciale da est (Vilayet del Kosovo) a ovest (Vilayet di Scutari) per ottenere prodotti importati dal mar Adriatico.